# Здухаћ
Здухаћ или здухач био је у српском народном предању човјек са специјалном способношћу да заштити своје имање, село или крај од временских непогода, као што су олуја, град и обилне кише. Његово дјеловање састојало се у сукобљавању са демонима за које се вјеровало да доносе стихију, или у употреби посебних магијских обреда. Демонским доносиоцима непогоде сматрани су ђаволи, але, аждаје, орлови, црне птице, душе утопљеника и објешењака и др. То су могли бити и сами заштитници од невремена који су имали моћ да управљају кретањем олујних и градоносних облака: одводећи их од својих њива, могли су да их наведу над туђе.
Са доносиоцима непогоде сукобљавали су се људи са урођеном способношћу да им у сну душа напусти тијело, након чега се узносила ка облацима да у борби порази демоне и одагна невријеме. Душа би се затим враћала у тијело, а човјек би се будио знојав и уморан. Често је било вјеровање да се овакви људи рађају у кошуљици. Такви су били здухаћи или стухе У Црној Гори, источној Херцеговини, дијелу Босне и Рашкој, вједогоње у дијелу Црне Горе, те змајевити и аловити људи у источној, средишњој, јужној Србији и Банату. Најчешће су се борили заједно здухаћи једног подручја против туђих здухаћа који су наводили олујне и градоносне облаке над њихову територију. Пораз у овој борби значио је губитак пољске и сточне плодности свог краја, уз истовремено преношење те плодности на подручје побједничких здухаћа. Здухаћи су могли бити и неке домаће животиње. Вједогоње су се за вјетровитих дана тукле по планинама ишчупаним дрвећем, па они који надвладају преотму берићет поражених. Змајевити и аловити борили су се за своје село против ала, демона који су предводили облаке изнад њива да би уништили усјеве. Змајевитим људима приписиване су особине змајева, митских бића која су сматрана за неумољиве борце против ала; постојало је и вјеровање да се они рађају из везе жене и змаја.
Вјетровњаци, познати у неким дијелова западне Србије, духом су се сукобљавали са црном птицом која је доводила стихију над поља њиховог села. У неким се подручјима, пак, вјеровало да заштитници од непогоде тијелом узлијећу ка тмурном небу, без напуштања душе. То је био случај са виловитим људима у Драгачеву и неким аловитима у Банату. Након боја са демонима враћали би се кући уморни, изгребани и изубијани. Облачари из Сремa нису имали моћ летења, већ су трчећи по угроженом пољу водили борбу против аждаје, која је летећи у тмурним облацима бљувала град по усјевима. Градобранитељи из Поцерине нису се упуштали у овакве битке, него су свој крај штитили посебном магијом и обредним текстовима које су научили од неког старијег браниоца. Њихово дјеловање било је усмјерено како на разбијање градоносног облака, тако и на одвраћање утопљеника, објешењака и ђавола који су га доводили над усјеве. Тврдило се и за одређене жене да својим бајањем могу обезбиједити своје село од разорне стихије. Сви ови заштитници су иначе били обични људи који су нормално живјели и радили у својој средини као и други, док не наиђе невријеме.

## Доносиоци непогоде
Временске непогоде као што су олуја, град и обилне кише могле су за кратко вријеме да опустоше њиве, поља, воћњаке, винограде, те да доведу у питање материјалну основу људске егзистенције. Вјеровало се да их изазивају натприродне силе, које су представљане на различите начине. Бог пушта непогоду на људе одређеног подручја да би их казнио због њихових гријеха. Анђели и неки свеци такође кажњавају на овај начин, али и ђаво је означаван доносиоцем невремена. Истакнути предводник олујних и градоносних облака у средишњој, источној, јужној Србији и Банату био је демон ала (звана и хала), док се у Срему вјеровало да аждаје, летећи кроз густе и страшне облаке, бљују град. Предводници облака замишљани су такође у облику орлова и црних птица. Улога доносиоца непогоде давана је душама утопљеника, објешењака, погинулих од грома, и уопште жртава несретног случаја или убиства. Живи људи као што су попови, вјештице и они који су овладали одређеним магијским вјештинама могли су навести невријеме над подручје којем су жељели нанијети штету. У Буковици и Лици су сматрали да зли људи послије смрти, па и за живота, иду пред градом и наводе га на које год хоће поље.
Народ је упућивао молитве Богу и свецима да их заштите од ових пошасти, али је прибјегавао и магијским поступцима. Био је врло распрострањен поступак „расијецања“ облака и града сјекиром, косом, српом, мотиком или ножем. Кад би примијетили приближавање градоносног облака, сељаци би изашли на двориште машући у његовом смјеру неким од ових алата, или би их поставили оштрицом према облаку, а забиљежено је и бацање сјекире или чекића у том смјеру. Неки су тјерали град пуцањем из прангија и пушака. Такође су покушавали да умилостиве доносиоца непогоде, што се огледа у обичају изношења трпезе са хљебом и сољу на двориште приликом појаве пријетећих облака. У другим поступцима људи су користили објекте који су претходно коришћени у календарским и породичним светковинама и обредима, уздајући се у заштитно дјеловање сакралне силе којом су због тога прожети. Неке од поступака обављале су само жене или само мушкарци, а друге жене и мушкарци заједно. Род извршитеља поступка могао је зависити од употребљеног предмета (нпр. коса се сматрала мушким, а срп женским оруђем), док је у неким случајевима род био небитан.
Већина ових радњи била је попраћена изговарањем обредних текстова, који имају посебну семантику, симболику и структуру. У њима су се сељаци обраћали облаку, граду, чуду, нечастивој сили, али, утопљеницима и објешењацима (најчешће поименично зазивајући неког таквог из свог краја), светом Јовану, светом Сави, Јеремији, Герману и др. Настојали су да одврате страшног предводника облака од својих поља, плашећи га нечим још страшнијим што се наводно налази у њиховом селу; на примјер: „Назад, назад, ало! 'Вамо је већа ала, чувај се!“ или „Еј, не иди, чудо, на чудо! Имамо чудо големо: овамо је родила ђевојка ђевојку, ђевојку од девет година! Не иди, чудо, на чудо: имамо чудо големо!“ Често је била присутна представа о градоносним облацима као о говедима, обично бијелим: „О Сава и Невена! Вратите та бела говеда! Овамо им нема паше. Имамо само пепела да им очи истерамо!“ При томе су у вјетар просипали пепео од жара на коме се за Божић пекла чесница. (Сава и Невена су били момак и дјевојка који су се због несретне љубави утопили у Морави.) Као предводници облака–говеда јављају се такође свети Јован и свети Сава: „Свети Саво, своја говеда врати из нашег села!“

## Заштитници од непогоде
Код Срба је било раширено вјеровање да постоје нарочити људи који су у стању да заштите своје имање, село или крај од деструктивног дејства стихије. Појединци, већином одрасли мушкарци, били су познати и признати у својој околини као такви. Њихове особине и начин дјеловања разликовали су се од подручја до подручја.

### Здухаћ (стуха) и вједогоња
У Црној Гори, источној Херцеговини, дијелу Босне и Рашкој области, човјек чији дух штити свој крај од непогоде називан је здухаћ и стуха, уз више мјесних варијанти тих имена: са гласом х или без њега, са в умјесто х, са крајњим ћ или без њега, са ч умјесто ћ и др. Ове именице вјероватно су изведене од словенског коријена дух, уз могући утицај грчке ријечи стихио (στοιχείο), која значи „дух“. Та ријеч потиче од старогрчког стоихеон (στοιχεῖον), чиме су означавана четири основна елемента природе — ваздух, вода, ватра и земља. У грчком народном предању, стихио је дух–заштитник села или области који се у ваздуху бори за добробит свог краја против духова из других подручја. Израз стихио могао је утицати и посредно, преко грчке посуђенице у неком предсловенском балканском језику. Албанска ријеч stuhi значи „олуја“, а тако се звао и женски демон олује.
Негдје се вјеровало да се здухаћи рађају у црвеној, негдје у бијелој кошуљици, а додатни услов могао је бити да се то деси у извјесни петак и одређени час. Да би се натприродна моћ оваквог дјетета сачувала, кошуљица се морала осушити и брижљиво чувати, да би му била предата кад одрасте. Он би је отада увијек држао уз себе ради заштите, нарочито кад се бори као здухаћ, при чему је стално морала бити скривена од погледа.
Дјеца и жене могли су бити здухаћи, али то су најчешће били одрасли мушкарци. По спољашњем изгледу углавном се нису разликовали од обичних људи, иако су се по неким особинама издвајали од њих. Имали су изузетно тврд сан, из којег их је било веома тешко пробудити. Били су сањиви, сјетни, замишљени и озбиљни, али такође натпросјечно јаки, сналажљиви, издржљиви у невољама и тешкоћама. Придаван им је јуначки карактер; вољели су свој крај, штитили га и борили се за њега. Доживљавани су као благодат и срећа свог краја и дома. Убрајани су међу људе блиске анђелима и свецима, са којима су се често састајали; неријетко су сматрани за пророке. У Семберији се вјеровало да здухаћи знају гатати гледајући у плећку и да могу разговарати са стоком. Паштровићи су сматрали да они чују све што се дешава у свијету. Ако би неко стао здухаћу на ногу, чуо би исто што и он. По вјеровању Куча, здухаћи се одликују по томе што могу далеко да скоче. За неке историјске личности вјеровало се да су били здухаћи, између осталих за Марка Миљанова и Петра I Петровића. Павле Ровински наводи податак да је Петар I Петровић сматрао, са осталим народом, да је здухач био Махмут-паша Бушатлија. Након што је погубљен у бици на Крусима 1796. године, Петар Први га је ожалио као велики губитак за цијели крај. Народ је то тумачио да је он био здухач и да му је душа излазила из тијела и летјела да се бије са истим таквим душама са оне стране Јадранског мора. Тако је он цијели тај крај (Црна Гора и Албанија) штитио од временских непогода: суше, града и сл. Народ је констатовао да од његове смрти више није било онако родних година као раније, ни у Албанији ни у Црној Гори. Глас Црногорца је објавио и текст Ровинског о Здухачима. Ту се наводе ријечи Петра Првог о смрти Бушатлије: Ми смо га убили, али за срећу земље боље би било, да је остао жив, јер га је мати носила под пасом три године, и он је био понајјачи здухач, кога нијесу могли савладати сви прекоморски...
Један од најчувенијих здухаћа био је травар и видовњак Мато Глушац (1774–1870) из Корита код Билеће у источној Херцеговини. Помињало се да неко и примјеном одређених магијских радњи може постати здухаћ, иако се генерално вјеровало да је то резервисано само за оне који су рођењем предодређени. Ова урођена способност је била цијењена; међутим, здухаћ се могао предати у „ђавоље коло“ и употребљавати своје знање и снагу по „ђавољем напутку“. Такав здухаћ се након смрти претварао у вампира. Постоји опис начина на који је човјек спреман да служи ђаволу мога постати здухаћ: „Кад ко хоће да буде стуха, треба за четрдесет дана да се не умива ни Богу моли. Након четрдесет дана треба да отиде на какву равницу, па да окружи око себе круг и у тај круг сједне. До мало дође ђаво, па га пита хоће ли у његову војску и у какав ће облик да га претвори. Он му каже [облик] и ђаво му учини, и тако постане стуха.“
Сматрало се да сваки крај, племе и братство имају своје здухаће, који су се најчешће борили заједно. Били су устројени као војска, предвођени старјешином, а главни непријатељи били су им здухаћи из других подручја. Циљ борбе био је потући ове непријатељске духове и тако сачувати свој крај од олује и градоносних облака које су доносили, а затим ту стихију навести на њихово подручје. Пораз у овој борби значио је губитак пољске и сточне плодности свог краја, уз истовремено преношење те плодности на подручје здухаћа који су побиједили. Здухаћи су се могли удруживати на разним нивоима, више или мање локалним. Тако су Кучи вјеровали да се боре здухаћи са њихове стране планинског вијенца Комова против оних са друге стране тог вијенца. Босански су се борили против херцеговачких, херцеговачки против црногорских, а црногорски удружено против прекоморских, тј. здухаћа са талијанске обале Јадрана.
За Мата Глушца забиљежио је 1906. године херцеговачки писац Радован Перовић, алијас Тунгуз Невесињски, по сјећању Стојана Ковачевића из Срђевића код Гацка: „И младо и старо, и сиромах и богаташ, и Срби и Турци су га уважавали и радо дочекивали. Знали су да је један од вођа добрих планинских стуха и да оним злим, приморским, неће дозволити да му у планинама преотму годину или ма какву штету учине.“ Перовић такође биљежи ријечи здухаћа Живка Лажетића из Добреља код Гацка: „Када ти се ми побијемо са рудинскијем (Рудине су у билећком крају) стухама, да видиш чуда и белаја! Ми вазда њих надбијемо, ако им приморске стухе не дођу у помоћ. A ако им дођу, ми побјегнемо у највише планине — само да их одмамимо да нам не чине зло по пољима!“
Здухаћи су се тукли углавном ноћу, нарочито између друге половине фебруара и краја марта, те од божићних поклада до Божића. Водили су битке високо у ваздуху, у облацима, или по висовима, планинама и на морској обали. Њихове борбе пратили су снажни вјетрови и ковитлаци вихора. Сматрало се опасним бацати камење у вјетар, јер би се тако могло избити око здухаћу, који би убио кривца. У борби су користили разноврсно оружје: комад луча зашиљен на крајевима, вретено, дреново пруће, гранчице, сламчице, иверје, перушке, борове шишарке, стогове сијена, водене капи, буково лишће. Други су се тукли огромним камењем или великим дрвећем, буквама, јелама, брестовима и храстовима, које су чупали једном руком скупа са корјењем. За најснажније здухаћко оружје сматрао се комад луча нагорио на оба краја или било какав опаљен комад дрвета. Сваки здухаћ носио је у борбу кабао, варићак и метлу са гумна, са циљем да своје судове напуни берићетом туђег подручја након побједе над тамошњим здухаћима. У варићак је метлом згртао пољску плодост, а у кабао претакао млијечни принос покореног краја. Отимање ових реквизита од непријатељског здухаћа сматрано је за велики успјех у борби.
Вјеровало се да здухаћи могу бити и неке животиње, као што су овчарски пас, во, крава, ован предводник, коњ и јарац. Они су ступали у бој углавном ради одбране свог стада, а од исхода њихових сукоба зависила је само сточна плодност. Такве животиње су чували и пазили; нипошто их не би продавали. Коња или овна здухаћа у Приморју су звали виленик или вилач. У ужичком крају се вјеровало да градоносне и олујне облаке предводе здухаћи који лете над њима у облику огромних птица. За њихове противнике у селу сматрани су врани во и трогодишњи пијевац — нарочито овај други, због чега га нису клали већ су га чували као кућног заштитника. Представа о враном волу као браниоцу од града стоји насупрот горе поменутој представи о бијелим говедима као градоносним облацима.
По једном опису из источне Херцеговине, душа здухаћа могла је преузети облик орла или птице бијелих крила, жутих ногу и црвеног кљуна. Гласање те птице личило је на звиждук чобана када прикупља стоку. По планинским врлетима могли су се борити у облику бикова. Када му се душа врати у тијело послије напорне борбе, здухаћ је обично био слаб и исцрпљен, често дуже времена болујући од умора док се сасвим не опорави. У овим биткама могло је бити жртава, те се вјеровало да здухаћ који буде „рањен“ или „погине“ неће дуго живјети након што се духом врати у тијело. За човјека који умре напречац претпостављало се да је био здухаћ. Павле Ровински (рус. Павел Аполлонович Ровинский), руски филолог, етнограф и путник, забиљежио је у другој половини 19. вијека сљедећу причу коју је чуо код Цеклињана, племена на југу Црне Горе:
Био један Цеклињанин здухач, па га побиједили други здухачи, те је морао да умре и ето умире. Доносе му разне понуде, но он не узима ништа зато што је све узалудно. Најзад, он истјера све из куће, осим једног брата, познатог јунака; и од врата све отјераше, да не би прислушкивали. Послије тога самртник каже брату: „Ја ћу сигурно умријети, ако се не замијеним; а ти то можеш учинити и спасити ме, ако будеш имао довољно снаге.“ Наравно, брат то обећа; онда болесник настави: „Мораћеш ноћас отићи на ту и ту планину, три-четири сата одавде, а пут води готово непрекидно кроз густу шуму. Доћи ћеш под једну скалу [литицу] и ту се заустави, а спопашће те велики страх. Да би се храбрио узми своје двије леденице [кубуре] и нож сребрних корица.“ — Узећу и пушку — додаје брат. А болесник наставља: „Можеш узети и њу, али само да те храбри, вајде од ње нећеш имати никакве, али нож мораш обавезно имати са собом.“ — Могу поћи и без икаквог оружја, с бритвом, ако се иде на једног, а с оружјем чак и на стотину — опет га прекида брат. Онда болесник наставља: „Не јуначи се много, али нож обавезно узми. Кад дођеш под скалу небо ће бити ведро, свијетло, а у ваздуху тишина; затим ћеш примијетити од Румије један прам облака и дунуће вјетар. Прам ће се претворити у огроман олујни облак који ће покрити цијело небо и настаће мрак какав никад ниси видио; дунуће вјетар, фијукаће, хучати и пиштати, што ти такође никад ниси чуо; коса ће ти се дићи на глави да ће се и капа подићи; бојим се да од страха не полудиш. А ако издржиш, угледаћеш како из олујног облака падају на земљу три бика: плавоња, шароња и галоња. Друга два почеће да бију првог, који је најслабији зато што је већ рањен. Побрини се да ножем посијечеш ону двојицу, али припази да не закачиш плавоњу; од тога бих умро, као и ако би га она двојица надјачала.“

Саслушавши све то, брат узме двије леденице, доспе праха, подоштри кремење, припреми их тако да би и на рођеног оца скресале; тури их за појас, између њих нож и поврх свега заметну пушку преко рамена. Упути се. Иде он тамном шумом; дође под скалу; мјесец и звијезде свијетле, па је као дан; уоколо тишина, угодно; сјео он и запалио лулу. Не прође много времена кад ли се показа прам облака од Румије; затутња, захуча и све се зби као што је болесник рекао. Коса му се дигла да је три пута набијао капу на главу. Најзад, из олујног облака падају три вола и почињу борбу; све као што је речено. Онда он удари ножем шароњу у врат, овај се заљуља и паде; плавоња се охрабри. Затим удари галоњу и овај се свали; плавоња их само докрајчује роговима. Не задовољи се он тиме но их, бојећи се да и ако су оборени поново не устану, сијече ножем све док је у њима било даха. Олујног облака наједном неста; с њиме и плавоња ишчезну. Опет свијетле мјесец и звијезде; опет тишина и благодат. Иде он кући као на крилима, стиже и затече брата како сједи поред огњишта и додаје дрва на ватру, здрав као да није ни био болестан.— Са руског превео Радоман Кордић
У Боки которској, Грбљу и дијеловима бивше Катунске нахије у старој Црној Гори, човјек који је дјеловао као здухаћ називао се вједогоња или једогоња; за њега су такође говорили да је вједит, сјеновит, „у сјен“, „у вјетар“. Важило је правило: ако се дијете роди у кошуљици, женско ће постати вјештица, а мушко вједогоња. То се могло спријечити на тај начин да се кошуљица пресијече на пасјем кориту и баци; дијете би у том случају израсло у обичног човјека. Аналогија између вјештице и вједогоње огледа се и у сљедећим стиховима Његошевог Горског вијенца (чија се радња одвија почетком 18. вијека):
Бог са нама и анђели божји!

А ево си удрио, владико,

у некакве смућене вјетрове,

ка у марчу кад удри вјештица ал' у јесен мутну вједогоња.
Ове ријечи упутио је сердар Вукота владики Данилу, који је прије тога изговорио један монолог „међу свима као да је сам“, износећи продорну визију о сукобу хришћанства и ислама, о исламизацији, те о усамљеној борби малобројних Црногораца против турског поробљавања. Други и трећи стих могу се упоредити са народном изреком „у махнити лик ударити“, тј. пасти у сулуди занос. Сердар пореди владичин занос са заносом вједогоње и вјештице кад из њих изађе дух. Вјеровало се да се то најчешће дешава у марту и октобру, када се вријеме највише мути. Послије наведених сердаревих ријечи, „владика се трза као иза сна“.
Док се за вјештице тврдило да наносе зло првенствено својим ближњима, вједогоње су штетиле само туђим крајевима, а своме су били на корист. Након што у сну изађу из тијела, ови духови су по планинама изваљивали дрвеће којим су се међусобно тукли, па они који надвладају пренесу на своје подручје берићет са подручја поражених. Тако су се на примјер бокељске вједогоње бориле против „неаполитанских“. За главне међу њима сматрани су они који су длакави и имају реп, као и међу вјештицама. По запису Вука Караџића, „кад умре човјек за којега се мисли да је једогоња, ударе му глогово трње под нокте и ножем црнијех кора испресијецају жиле испод кољена, да не би могао излазити из гроба (као вампир)“.
Свети Петар Цетињски проповиједао је у народу против сујевјерја; оштро се супротстављао проказивању и прогањању жена као вјештица. Поводом једног таквог инцидента који се десио у Црмници августа 1830, написао је посланицу у којој, између осталог, стоји и ово: „Ја сам по свијету у нека мјеста ходио и неколико књигах читао и нигђе не нађох, нити ми ко каза, да има вјештицах и вједогоњах, нако међу слијепим и жалостним Српским народом, а зашто него зато што је слијеп и зашто више лажи вјерује, неголи Јевангелије Христово и Христове науке и заповједи.“

### Вјетровњак и виловити
Људи чији дух штити свој крај од непогоде звани су у једном дијелу западне Србије вјетровњацима. За неког чобанина Живка из села Шљивовице на Златибору вјеровало се да је био вјетровњак. Пред олују он би запао у дубоки сан и духом одлазио да се бори са „црном птицом“ која предводи облаке. Кад би се након битке вратио у тијело, морао се извјесно вријеме одмарати док не поврати снагу. Ником није причао шта се са њим дешавало док је био у бесвјесном стању. Када би неко Живка грдио, називао би га „здуваћ“, што је у овим крајевима био погрдан израз. За вјетровњаке се такође причало да могу довести непогоду над имање човјека са којим су у свађи. У Драгачеву се приповиједало о виловитим људима, који су при појави градоносних облака ишчезавали, да би се послије неког времена појавили окрвављени и издерани. Упитани гдје су били, једино би одговорили да су се ишли борити против оних који су доводили град над њихово село, не дајући никакве подробније информације о томе.

### Змајевити и аловити
У источној, средишњој, јужној Србији и Банату, људи–борци против непогоде називани су змајевити или (х)аловити људи. У наведеним подручјима уже Србије приписиване су им особине змаја, који је замишљан као летећа огњена сила, духовно биће благонаклоно према људима. Он је имао своју територију, на којој је боравио крај шумских вода или у шупљој букви у планини. Постоји велики број топонима са основом змај, на примјер Змајевац, који се најчешће односи на извор или врело. Змај се бринуо да његов крај добије потребну количину кише у право вријеме, ради доброг напретка усјева. Његов заклети непријатељ био је демон (х)ала, чији је главни посао био да навлачи олујне и градоносне облаке изнад њива да би уништила усјеве. Када би примијетио да се ала приближава, змај би узлетио у облаке да би се борио против ње и отјерао је са свог подручја, спасавајући тако усјеве.
Слично је дјеловао змајевити или аловити човјек: чим би опазио да ће бити невремена, за које је знао да га доноси ала, оставио би све своје послове и узлетио у облаке да се бори са њом. Чинио је то тако што би запао у дубоки сан или обамрло стање на мјесту гдје се тог тренутка затекао, или повукавши се претходно негдје на страну, након чега би му из тијела изашла душа и отишла према облацима. Тврдило се да он ни не дише док му се душа, која је могла преузети облик змије или гуштера, не врати у тијело. Битка са алом могла је потрајати читав дан, па и неколико дана, за које вријеме је човјек остајао обезнањен обилно се знојећи од напора. Током ове борбе постојала је опасност да ала приђе тијелу змајевитог и науди му, што се могло спријечити на тај начин да неко маше било каквим сјечивом изнад њега, или да сјечиво буде забодено изнад његове главе док лежи.
Забиљежена је прича о змајевитом човјеку који је опазио алу у облацима док је косио. Косачима поред себе рекао је: „Ја одох да спавам, а ви машите косом изнад мене.“ Легао је и заспао, а онај што је махао косом изнад њега случајно га мало закачи и посијече. Кад се пробудио, пожалио се да га је ала ранила и да је изгубио много крви. Један змајевити из села Богујевца код Прокупља увијек је са собом носио комад косе или нож. Након што би опазио да се спрема непогода, легао би на земљу и забо сјечиво изнад главе, те би се винуо духом у облаке да се бори са алом. Када је отишао на одслужење војног рока, заспао је током једне грмљавине без сјечива, и тако умро.
Змајевити људи су се у неким крајевима називали и аловитима. Овај придјев изведен из именице „ала“ значи „који има демонске, натприродне особине“, а може се осим на људско биће примијенити на змаја, змију, коња, дрво, војску и ријеку. Кориштен је такође у крајевима који нису знали за демона алу; у Црној Гори се за здухаћа могло рећи да је аловит човјек. Але су у неким подручјима могле бити и позитивни ликови. У средишњој Србији и Банату, ала је била везана за одређени крај и штитила га је од ала из других крајева. Са овим је повезана представа да кад град или олуја униште берићет једног простора, он бива пренесен на неки други простор, по вољи демона који је донио непогоду. На тај начин су се але међусобно бориле да сачувају свој крај, а да похарају градом туђи, ради преотимања његовог берићета. Ове представе о алама у великој мјери поклапају се са представама о здухаћима. У околини Крушевца, кад су на Бадње вече и о слави кадили и благосиљали, говорили су: „Сачувај Боже нашег чувара алу.“
Понегдје се придјев „аловит“ односио на људе чији су дух изједначавали са самом алом. Кад би наишли градоносни облаци аловит човјек би пао у занос, а из њега би изашла његова душа — ала. Она би одлетјела пред облаке и одвела их над поља туђег села. Неки човјек за кога се тврдило да је аловит описан је као необично висок, дуге браде и бркова, сув и коштуњав у лицу. За лијепог времена обављао је своје послове као и други, али чим би се наоблачило затворио би се у кући и замрачио прозоре, не излазећи док не прође невријеме. За њега се такође причало да је боловао од падавице. У бољевачком крају се за епилептичаре вјеровало да су аловити, те да за вријеме епилептичког напада из њих излази дух и предводи градоносне облаке.
У Банату су се борци против хале називали халовитим људима. У селу Кусић код Беле Цркве халовити је био Илија Бордан, за кога су причали да има реп као у пркуљиша. Назив пркуљиш односио се на демонске људе који су ноћу узимали облик дјетета или неке животиње, и чинили зло. Кад би настала грмљавина Илијин спољни лик се мијењао — он се борио против хале. Ако је хала надјачавала, он би лежао и спавао, а ако је он њу надвладавао, облаци би се разилазили. У истом селу причало се о халовитом који је пред наилазак невремена упозоравао људе да бјеже кући, док би он узео руду од воловске запреге на леђа, па тијелом узлетио у облаке. Враћао се послије неког времена изморен, изгребан и подеране одјеће. У селу Соколовац у румунском дијелу Баната, халовитим су сматрали неког човјека са четири сисе. Кад би наступила опасност од града, он би узјахао своју кобилу и нестајао на три-четири дана; враћао се сав издеран и изубијан.
Змајевити, односно аловити људи рађали су се, као и здухаћи, у кошуљици, а вјеровало се да су они већ од самог рођења способни да се боре са алом. У једној причи, змајеви опколе алу, а ова им се отме и побјегне у неку воденицу. На њену несрећу, ту се затекла жена са малим дјететом које је било змајевито: оно дограби камен и уби алу. По вјеровању са подручја Ниша, аловито дијете борило се у облацима са алом тако што ју је тукло гредељом од плуга, а у борби му је помагао смук. Због тога су ове змије остављали на миру кад би наишли на њих. Тврдило се да змај настаје од смука који наврши одређени број година. У Лесковачкој Морави се вјеровало да ће овакво дијете тек тада постати способно да се супротстави али, када три бабе за дан и ноћ испреду плетиво, исплету хаљиницу за дијете и обуку га. За то вријеме нису смјеле проговорити ни ријечи. Свети Илија такође је сматран за заштитника од ала. Јездећи по небу у својим кочијама, убијао их је муњом, а при томе га је пратило змајевито дијете.
Друга представа везана за змајевите људе је да се они рађају из љубавне везе жене и змаја, који је сматран за великог љубавника и заводника лијепих жена. Посјећивао их је ноћу тако што би ушао у кућу кроз димњак и претворио се у човјека. Вјеровало се да жени која проведе ноћ са змајем ниједан други мушкарац више није привлачан. Змај је, пак, могао пасти у љубавни занос због којег би заборавио да обезбиједи кишу за своје подручје. Ако су у селу закључили да је суша настала јер се змај занио њиховим женама, истјеривали би га правећи заглушујућу буку звоњењем, лупањем у канте, пиштањем у звиждаљке и сл. Једна народна пјесма говори о вези између Царице Милице и јастребачког змаја. Сјеверно од планине Јастребац смјештен је град Крушевац, у коме се од 1371. налазио двор Милице и њеног мужа Цара Лазара. Сљедећи стихови описују како је змај навече посјећивао царицу:
Мало било за дуго не било,

засија се Јастребац планина а полеће змаје од Јастрепца од Змајевца од воде студене,

па се прими уз Крушево равно а долеће на бијеле куле,

те он паде на меке душеке;

збаци змаје рухо огњевито,

па с царицом леже на јастуке.
Змај је тако посјећивао Милицу годину дана, кад је цар Лазар примијетио како му је жена сјетна и блиједа, те је замолио да му каже шта је мучи. Царица му је испричала о овим посјетама, а он ју је посавјетовао да сљедећи пут пита змаја да ли се икога боји, осим Бога. Учинивши тако, Милица је успјела навести змаја да јој повјери да се једино боји сремског деспота Вука. Лазар је послао писмо Вуку, а овај је дошао у Крушевац и убио змаја након што га је прогонио високо у облацима.
За људе рођене из овакве везе вјеровало се да су изузетно снажни, да их нико не може савладати, да су необично мудри, а такође да су жустри и преки. Неки славни јунаци сматрани су змајевитима, на примјер поменути деспот Вук Бранковић, познат у народу као Змај Огњени Вук, и деспот Стефан Лазаревић, син Царице Милице. По спољашњем изгледу нису се разликовали од осталих људи, осим што су имали крилца испод пазуха. Причало се да је једном змајевитом дјетету мајка одсјекла крилца мислећи да ће га тако учинити обичним дјететом; међутим, оно је умрло. Међу особинама које су змајевити насљеђивали од својих очева била је склоност да се сукобљују са алама, и способност да их поразе да би тако сачували берићет свог краја од града и олује које су але доносиле.

### Облачар
У Срему се вјеровало да постоје змајеви који живе у високим планинама и лете високо на небесима, испуштајући притом мноштво искри. Испод њих у густим и страшним облацима лете зле аждаје које бљују град на усјеве. Против њих и њихових помоћника борио се облачар, који би одјурио право испод тмурних облака, чим би примијетио да се накупљају изнад сеоских поља. Ту би затим трчао лијево, десно, горе, доље, пратећи кретање аждаје, при чему је држао штап уздигнут према облаку или је размахивао рукама. Не би престао док се сасвим не измори и прокисне до голе коже. Познат је случај једног облачара из Мирковаца код Винковаца. Кад би вјетар одувао облаке без посљедица по усјеве, он се поносно враћао са поља у село дичећи се својом устрајношћу пред страшним непријатељем. А кад би град пао на усјеве, он би се правдао да је дао све од себе, али непријатељ је навалио на њега десетороструком жестином. Мирковчани су му вјеровали и жалили га онако покислог и изубијаног градом. У јесен је са таљигама и врећама ишао од домаћина до домаћина и прикупљао пшеницу за свој труд и борбу.

### Градобранитељ
У Поцерини су заштиту свом селу пружали градобранитељи, који су тај „занат“ изучили код неког старијег градобранитеља. Њихово дјеловање састојало се у вршењу магијских обреда и изговарању обредних текстова. Градобранитељ у селу Липолист у општини Шабац био је Никола Стојковић, који се тиме бавио око 40 година, све до 1950-их. Ноћ уочи сваког већег празник он је узимао земљу и остатке свијећа са гробова објешењака и утопљеника, брашно испод жрвња, воду испод воденичког кола и росу с траве „гдје су виле плесале коло“. Све би то помијешао и од те смјесе правио грудвице величине љешњака, које је од Божића до Божића сакупљао у једну торбу. У истом периоду је на сваки празник сакупљао росу у једну флашицу.
Кад наступи непогода, по Николином опису њега обузме велика узбуђеност, у грмљавини он чује некакву музику, сви му се мишићи напрегну, и нешто га тјера да крене. Он узима срп и косу, вратило разбоја на које су навијене нити основе коју је сновала једна од сестара близанкиња, торбу с грудвицама и флашицу с росом које је сакупио током прошле године. С тим трчи право према облаку не гледајући ни лијево ни десно, нити пазећи куда гази. Изашавши на поље, забада косу у земљу, те изговара молитву којом призива муњу и гром. Удаљивши се од косе, навијеним вратилом „раскрштава“ облаке, тј. крсти их бајући да се и они раскрсте. Трчи даље и кад се нађе директно испод градоносног облака „растреса“ га помоћу грудвица и росе, молећи објешењаке и утопљенике да падне „кишица као ова росица“. Осим тога изговарао је још разне друге молитве. За ове услуге Никола је добијао од сељака пшеницу и кукуруз. На крају је био упозорен од власти да прекине са овом дјелатношћу.
Градобранитељ у селу Букор био је 1950-их Тривун Селенић. Кад би примијетио да ће бити града, Тривун је одлазио иза села, махао рукама према облаку и изговарао сљедеће: „Равише ђавише, нађуниши пиштоље, на срми хаљина, на врата цуру! Цопа варинова глава. Ја сам овде војвода први. Овде вам није постављено за ручак. Идите тамо на брда она. Тамо вам је постављено. Тамо и ручајте.“ По Тривуновим ријечима облаке предводе ђаволи у друштву са погибалцима, тј. душама утопљеника и објешењака. Реченицом „Ја сам овде војвода први“ хоће да каже да је он поглавар ђавола и да сви они морају њега да слушају. Тривун је признавао да је све то гријех — и то што се проглашавао ђаволским војводом, и то што је одгонио град од свог села, јер ће он пасти и причинити штету на неком другом мјесту. Миљко Ивковић из Добрића није изговарао никакве молитве. Он изађе на поље, скине капу, прекрсти се и врати капу на главу. Ножем прекрсти градоносни облак три пута, расијецајући га на четвртине, које затим отјера од поља на четири стране. На крају забије нож ручком у земљу, оштрицом према облаку.

### Бајалица
Поред претходно описаних заштитника од непогоде, који су били већином мушкарци, вјеровало се и за неке жене да својим бајањем могу елиминисати опасност од невремена. Тако су за Стану Томић, лекарушу из Јарменоваца код Тополе, њени сусељани тврдили да боље од свих одгони град. При појави градоносног облака, она постави софру насред куће, па на њу стави хљеб са сољу и запаљену славску свијећу. Затим излази на двориште и виче: „Ој Радомире обешењаче, води коло наоколо. Врати та бела говеда тамо, не дај им овамо. Овамо је веће чудо, девојка од седам година родила дете, у свилене га пелене повила, у свилен гајтан везала. Не дај нама на винограде, не дај нама на родне њиве.“ У вријеме кад је ово забиљежено (1956), Стана је тако већ тридесет година бранила Јарменовце, откад се тамо доселила из оближње варошице Рудник. У таковском крају су тврдили да нека села никада не бије град, зато што у сваком од њих има жена која то спречава. У ужичком крају забиљежено је вјеровање да је село обезбијеђено од града ако је у њему жена која зна да „маше и разбраја“.

## Здухаћи у Црној Гори
Павле Ровински је записао да су у народној традицији то била посебна бића која живе на земљи или на водама и зато се називају земаљски или водени, и они се стално боре једни против других. Ровински је писао и о другим народним причама и обичајима везаним за њих у Црној Гори.

## Поређење са другим традицијама
У словеначкој и хрватској традицији такође је присутно вјеровање о људима са урођеном способношћу да им душа по потреби може да напусти тијело. Након изласка душа преузме облик бика, пса, вепра или неке друге животиње, пресреће доносиоце невремена и бори се са њима да сачува усјеве свог краја. Забиљежени су различити називи за такве људе: ведомци у толминској регији, могути у Туропољу, времењаци или вримењаци у Лици и Сињској крајини, легроманти или нагроманти у јужној Далмацији и околини Дубровника. Сличне битке водили су вишћуни у дијелу Далмације и штригуни у Истри, мушки пандани вјештице (која је искључиво штетна). Сви ови заштитници борили су се углавном између себе — нпр. времењак против времењака, вишћун против вишћуна — а онај који побиједи одвео би непогоду од свог краја над подручје пораженог. У Славонији се причало о грабанцијашима, лутајућим одрпанцима, који су способност да воде облаке стицали током живота, тако што би кад изуче „дванаест школа“ отишли на „врзино коло“.
Крсник, кресник или кршњак из Словеније, Истре и Кварнера, чији је дух након напуштања тијела преузимао облик животиње, борио се против опасних демона штитећи свој крај од зла уопште, укључујући и временске непогоде. Сличне особине имали су benandanti из Фурланије у сјевероисточној Италији, који су могли бити мушкарци и жене; задњи пут се помињу у списима Инквизиције из друге половине 17. вијека. Крсници и бенанданти рађали су се у кошуљици. За берићет, обиље своје територије међусобно су се сукобљавала натприродна бића под именом обилњаци у дијелу Словеније, брганти у предјелу између Похорја и Караванки, те комбали у Међимурју. Њихове сукобе пратила је грмљавина.
У грчком фолклору дух стихио (στοιχείο) је штитио свој крај борећи се у ваздуху против туђинских, непријатељских стихио духова. Код Македонаца је змеј имао своју територију коју је бранио од але или од ламје, створења насталог стапањем але и грчког демона ламије. Код Албанаца је dragoj био човјек-змај обдарен огромном снагом и моћу летења; рађао се у кошуљици. Своје подручје бранио је од женског демона званог kuçedra или kulshedra, замишљаног у облику огромне змије или старе жене, која је између осталих зала доносила и невријеме. Код Бугара се змей у облацима сукобљавао са деструктивном халом, при чему ни змей ни хала нису везани за одређену територију. У румунској традицији нема заштитника од непогоде, коју производе џиновски летећи змијолики створови звани balaur и zmeu. Балауром је могао управљати зли чаробњак шоломонар (рум. şolomonar) јашући на њему. Сасвим епизодно среће се у неким мјестима румунског Баната представа о шоломонарима званим влва (рум. vîlva), који су се борили против влви из других села.
Код Влаха из источне Србије, влва је била особа, мушкарац или жена, која је бранила своје село од тешких провала облака и града. Забиљежена је прича из шездесетих година 20. вијека о двојици влва, Ђорђу Курићу и Страину Драгојевићу, из села Рудна Глава у општини Мајданпек. Они су морали такмичењем да докажу ко је од њих двојице бољи влва, након што су сељанима досадили кафанским препиркама око тога чије су веће заслуге за одбрану села од невремена. Натјерали су их да се успужу уз једну двоспратну кућу и да дохвате цријеп са крова. Драгојевић је успио у томе, док је Курић пао са пола пута и задобио тежак лом ноге.
У пољском фолкору, производњом облака и града бавио се планетник (пољ. płanetnik), хмурник (chmurnik) или облочник (obłocznik): маглу је сабијао у облаке, а лед гвозденим млатовима разбијао у зрна града. По једној доживљају, планетници су били душе умрле или убијене некрштене дјеце, или душе утопљеника, објешењака и уопште особа умрлих неприродном смрћу. По другом доживљају, то су биле душе живих људи утонулих у дубоки сан, али и особе које су за вријеме олује тијелом узлијетале на небо. Планетници су били пријатељски настројени према људима, често су их упозоравали на олују или град. Могли су да управљају кретањем облака.
У Закарпатској области у Украјини су вјеровали да градоносне облаке наводе духови самоубица који се налазе у њима, носећи град у врећама; они га и праве разбијајући лед, а све то чине под командом ђавола. Градивник, градобурник или хмарник, човјек специјалних моћи, није им допуштао да град истресу над поља његовог села, већ им је заповиједао да то учине изнад шуме или неке воде, при чему је према облаку махао својим магичним штапом. У неким мјестима среће се представа о градивнику, понекад званом и чернокнижник, чији је дух током сна напуштао тијело и тукао се са другим таквим духовима. Њихове битке одређивале су гдје ће пасти град, јер је побједник одводио облак над село пораженог.
У фолклору Закарпатске области присутни су такође босоркун и босорканя, који су двоедушники тј. бића са двије душе. Дању су као и сви други људи, али ноћу понекад заспу дубоким сном из којег их је готово немогуће пробудити. Тада из њих изађе демонски дух који лута напољу у њиховом људском облику или се преметне у неку животињу, на примјер у пса, зеца, коња, кокош, змију, миша или слијепог миша, или у предмете као што су точак, жарач и др. Овај дух чини зло својој околини, а оног ко би га покушао зауставити запухнуо би смртоносним вјетром.
Здухаћи, односно змајевити људи, могу се у извјесним погледима упоредити са шаманима (у које спада и мађ. taltos): дух и једних и других напушта тијело да би се борио против злих духова за добробит своје заједнице. По неким предањима шамани су се такође борили једни против других, обично у животињском облику. Међутим, да би неко постао шаман, морао је претходно проћи кроз обуку и иницијацију, док код здухаћа тога нема — он се напросто рађа као такав. Шаман је прије поласка на „пут“ облачио посебну одјећу чији су детаљи имали симболично значење; код здухаћа одјећа не игра никакву улогу.
Да би шаманова душа напустила тијело, он доводи себе у стање екстазе кроз одређене поступке као што су бубњање, плесање, пјевање, па и употреба одређених наркотика. Здухаћи и змајевити људи напросто заспу, иако се из описа да им тијело при томе обамре може претпоставити да и они западају у неко стање екстазе. Код шамана је опис изласка и путовања душе пун разних детаља и догађаја, а код здухаћа га уопште нема. Ипак, појам о путовању душе може се назрети из изреке „отишли су у вјетрове“, којом се изражавало да су здухаћи кренули у борбу. Ровински је записао ријечи које је чуо једне вјетровите мартовске вечери у Црној Гори од једне жене: „Чуј, како они пјевају — путници, отишли су високо — високо! Срећан им пут!“